# Vernus Abbott
Vernus Abbott (Mabouya Valley, 5 febbraio 1987) è un calciatore santaluciano, difensore dell'Helenites.

## Carriera

### Nazionale
Ha debuttato in Nazionale il 6 novembre 2004, in Antigua e Barbuda-Saint Lucia (1-2), subentrando a Mogabi Polius al minuto 76. Ha partecipato, con la selezione santaluciana, alle qualificazioni ai Mondiali 2010 e 2014. Ha totalizzato, con la selezione santaluciana, 18 presenze.

## Statistiche

### Cronologia presenze e reti in Nazionale
| Cronologia completa delle presenze e delle reti in nazionale ― Saint Lucia | Cronologia completa delle presenze e delle reti in nazionale ― Saint Lucia | Cronologia completa delle presenze e delle reti in nazionale ― Saint Lucia | Cronologia completa delle presenze e delle reti in nazionale ― Saint Lucia | Cronologia completa delle presenze e delle reti in nazionale ― Saint Lucia | Cronologia completa delle presenze e delle reti in nazionale ― Saint Lucia | Cronologia completa delle presenze e delle reti in nazionale ― Saint Lucia | Cronologia completa delle presenze e delle reti in nazionale ― Saint Lucia |
| Data                                                                       | Città                                                                      | In casa                                                                    | Risultato                                                                  | Ospiti                                                                     | Competizione                                                               | Reti                                                                       | Note                                                                       |
| -------------------------------------------------------------------------- | -------------------------------------------------------------------------- | -------------------------------------------------------------------------- | -------------------------------------------------------------------------- | -------------------------------------------------------------------------- | -------------------------------------------------------------------------- | -------------------------------------------------------------------------- | -------------------------------------------------------------------------- |
| 6-11-2004                                                                  | Basseterre                                                                 | Antigua e Barbuda                                                          | 1 – 2                                                                      | Saint Lucia                                                                | Qual. Coppa dei Caraibi 2005                                               | -                                                                          | 76’                                                                        |
| 19-12-2004                                                                 | Kingston                                                                   | Giamaica                                                                   | 2 – 1                                                                      | Saint Lucia                                                                | Qual. Coppa dei Caraibi 2005                                               | -                                                                          | 71’                                                                        |
| 6-2-2008                                                                   | Providenciales                                                             | Turks e Caicos                                                             | 2 – 1                                                                      | Saint Lucia                                                                | Qual. Mondiali 2010                                                        | -                                                                          |                                                                            |
| 26-3-2008                                                                  | Vieux-Fort                                                                 | Saint Lucia                                                                | 2 – 0                                                                      | Turks e Caicos                                                             | Qual. Mondiali 2010                                                        | -                                                                          |                                                                            |
| 18-5-2008                                                                  | St. John's                                                                 | Antigua e Barbuda                                                          | 6 – 1                                                                      | Saint Lucia                                                                | Amichevole                                                                 | -                                                                          |                                                                            |
| 14-6-2008                                                                  | Città del Guatemala                                                        | Guatemala                                                                  | 6 – 0                                                                      | Saint Lucia                                                                | Qual. Mondiali 2010                                                        | -                                                                          |                                                                            |
| 21-6-2008                                                                  | Los Angeles                                                                | Saint Lucia                                                                | 1 – 3                                                                      | Guatemala                                                                  | Qual. Mondiali 2010                                                        | -                                                                          |                                                                            |
| 21-9-2010                                                                  | St. John's                                                                 | Trinidad e Tobago                                                          | 3 – 0                                                                      | Saint Lucia                                                                | Amichevole                                                                 | -                                                                          |                                                                            |
| 13-10-2010                                                                 | Paramaribo                                                                 | Guyana                                                                     | 1 – 0                                                                      | Saint Lucia                                                                | Qual. Coppa dei Caraibi 2010                                               | -                                                                          |                                                                            |
| 15-10-2010                                                                 | Paramaribo                                                                 | Suriname                                                                   | 2 – 1                                                                      | Saint Lucia                                                                | Qual. Coppa dei Caraibi 2010                                               | -                                                                          | 27’                                                                        |
| 17-10-2010                                                                 | Paramaribo                                                                 | Saint Lucia                                                                | 2 – 2                                                                      | Antille Olandesi                                                           | Qual. Coppa dei Caraibi 2010                                               | -                                                                          |                                                                            |
| 8-7-2011                                                                   | Oranjestad                                                                 | Aruba                                                                      | 4 – 2                                                                      | Saint Lucia                                                                | Qual. Mondiali 2014                                                        | -                                                                          |                                                                            |
| 12-7-2011                                                                  | Castries                                                                   | Saint Lucia                                                                | 4 – 2 (5 - 4 dtr)                                                          | Aruba                                                                      | Qual. Mondiali 2014                                                        | -                                                                          |                                                                            |
| 6-9-2011                                                                   | Gros Islet                                                                 | Saint Lucia                                                                | 2 – 4                                                                      | Saint Kitts e Nevis                                                        | Qual. Mondiali 2014                                                        | -                                                                          |                                                                            |
| 7-10-2011                                                                  | Gros Islet                                                                 | Saint Lucia                                                                | 0 – 7                                                                      | Canada                                                                     | Qual. Mondiali 2014                                                        | -                                                                          | 73’                                                                        |
| 11-10-2011                                                                 | Basseterre                                                                 | Saint Kitts e Nevis                                                        | 1 – 1                                                                      | Saint Lucia                                                                | Qual. Mondiali 2014                                                        | -                                                                          | 89’                                                                        |
| 11-11-2011                                                                 | Bayamón                                                                    | Saint Lucia                                                                | 0 – 4                                                                      | Porto Rico                                                                 | Qual. Mondiali 2014                                                        | -                                                                          | 69’                                                                        |
| 14-11-2011                                                                 | Mayagüez                                                                   | Porto Rico                                                                 | 3 – 0                                                                      | Saint Lucia                                                                | Qual. Mondiali 2014                                                        | -                                                                          |                                                                            |
| Totale                                                                     |                                                                            | Presenze                                                                   | 18                                                                         |                                                                            | Reti                                                                       | 0                                                                          |                                                                            |